# Ежевика
Ежеви́ка — подрод рода Рубус (Rubus) семейства Розовые (Rosaceae). В разных местах России этим именем называют главным образом два вида: Ежевика сизая (Rubus caesius) и Ежевика кустистая (Rubus fruticosus). Некоторые авторы ежевикой называют первый из этих видов, а второй — куманикой; иногда первый из видов именуют ожиной (на Украине, на Кубани).

## Виды

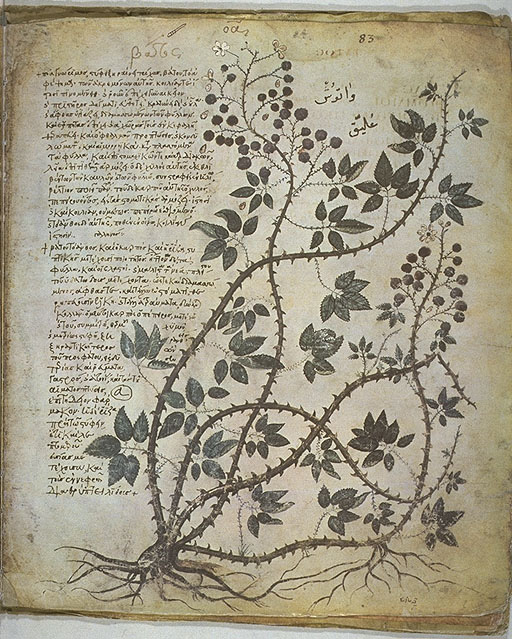
Ежевика (Венский Диоскорид, Византия, VI век)

Некоторые виды:
- Ежевика вязолистная
- Ежевика гигантская
- Ежевика обыкновенная
- Ежевика разрезная
- Ежевика складчатая
- Ежевика сизая
- Ежевика медвежья
- Ежевика армянская

## Биологическое описание
Цвет плода тёмно-фиолетовый. У некоторых видов имеется сизый налёт.
Представляют собой полукустарники, стебли и побеги которых усажены шипами; стеблевые побеги у них гибкие, то приподнимающиеся, то лежачие; у Rubus caesius листья тройчатые, нижние иногда даже с 5 листочками; у Rubus fruticosus листья состоят из 5 и 7 листочков.
На Кавказе и в некоторых районах Ближнего Востока (как например в Израиле) эти виды, особенно Rubus fruticosus, необыкновенно разрастаются, вместе с другими кустарниками образуя непроходимые заросли.

Цветы ежевики
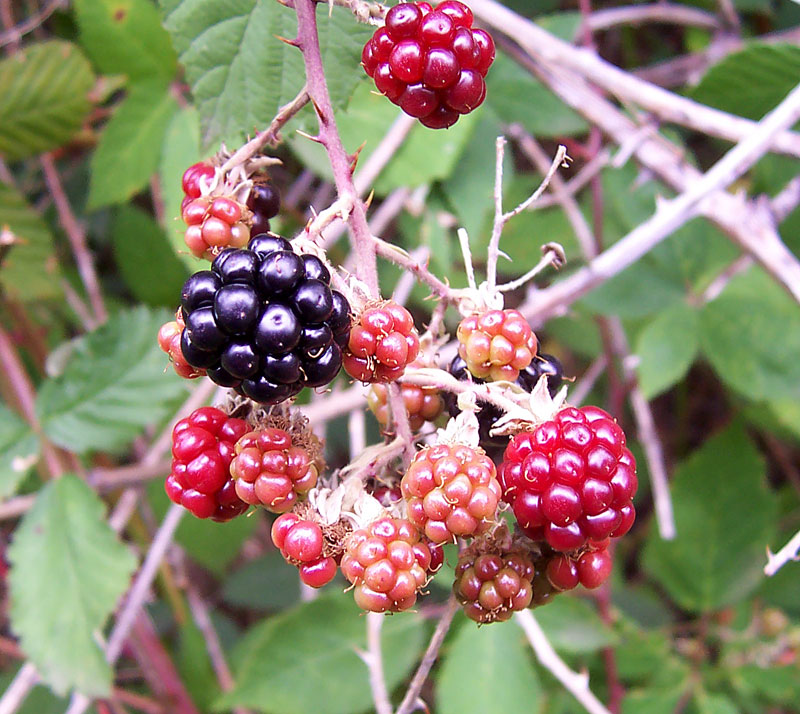
Гроздь созревающей ежевики
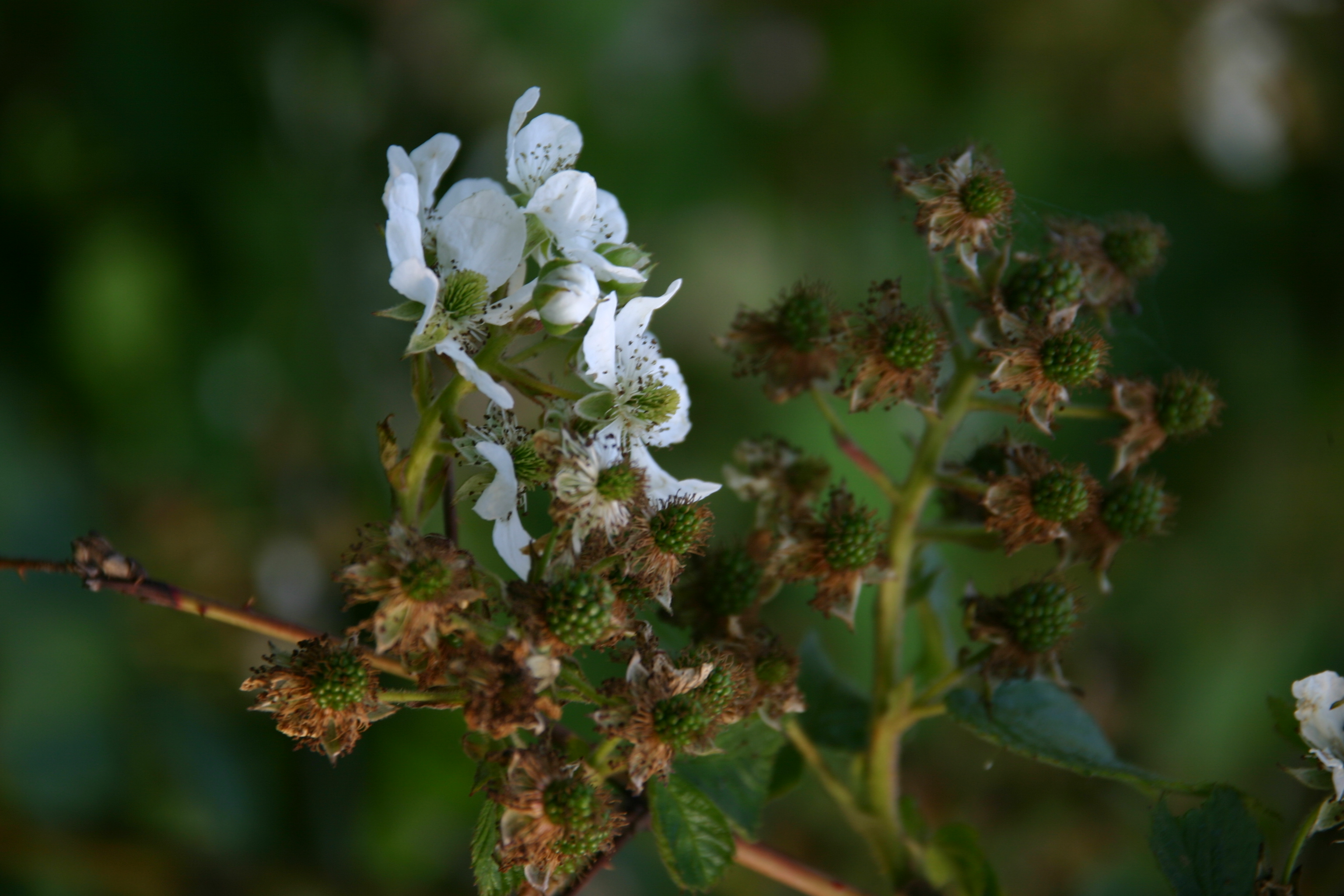
Цветы и неспелые ягоды ежевики
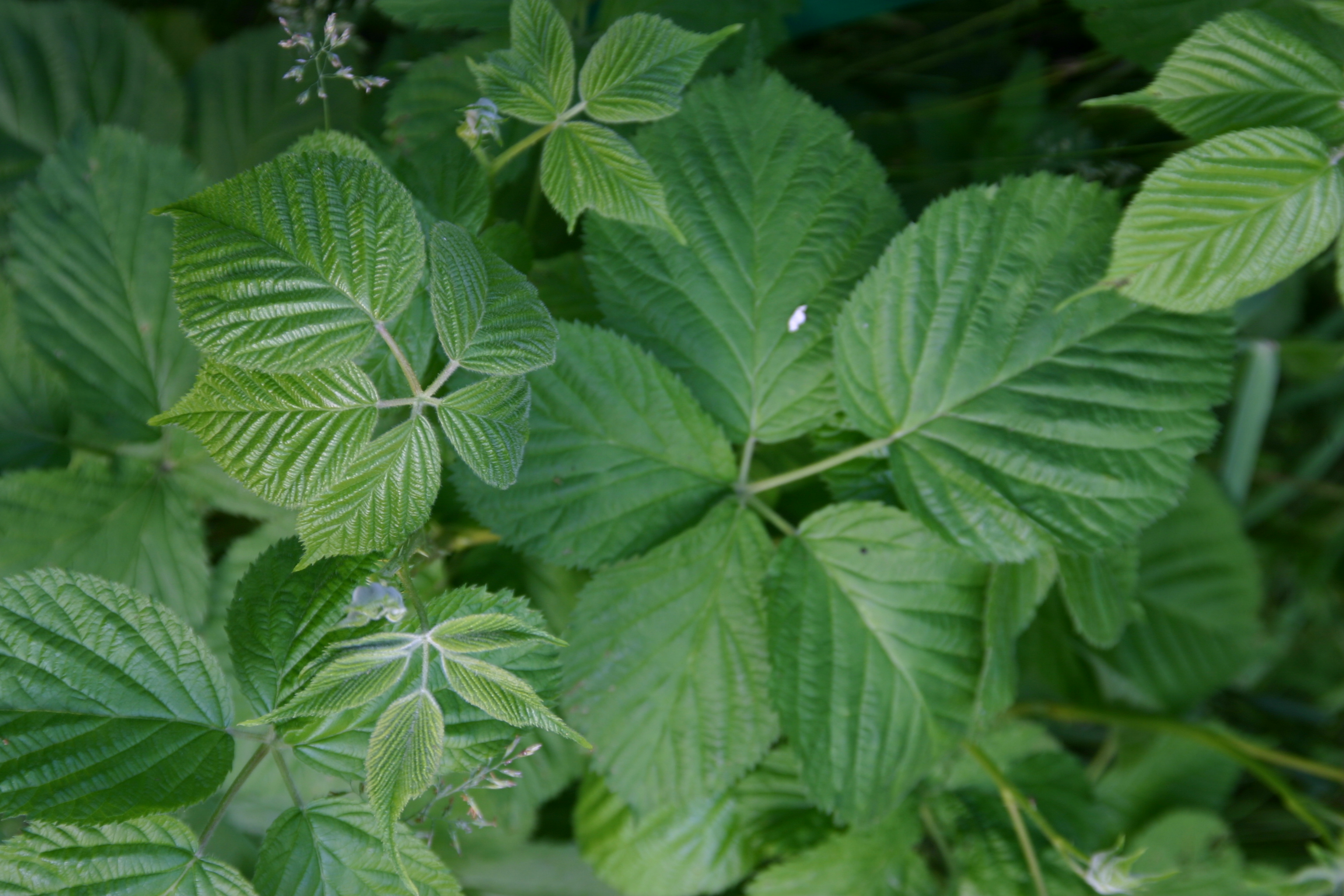
Листья ежевики
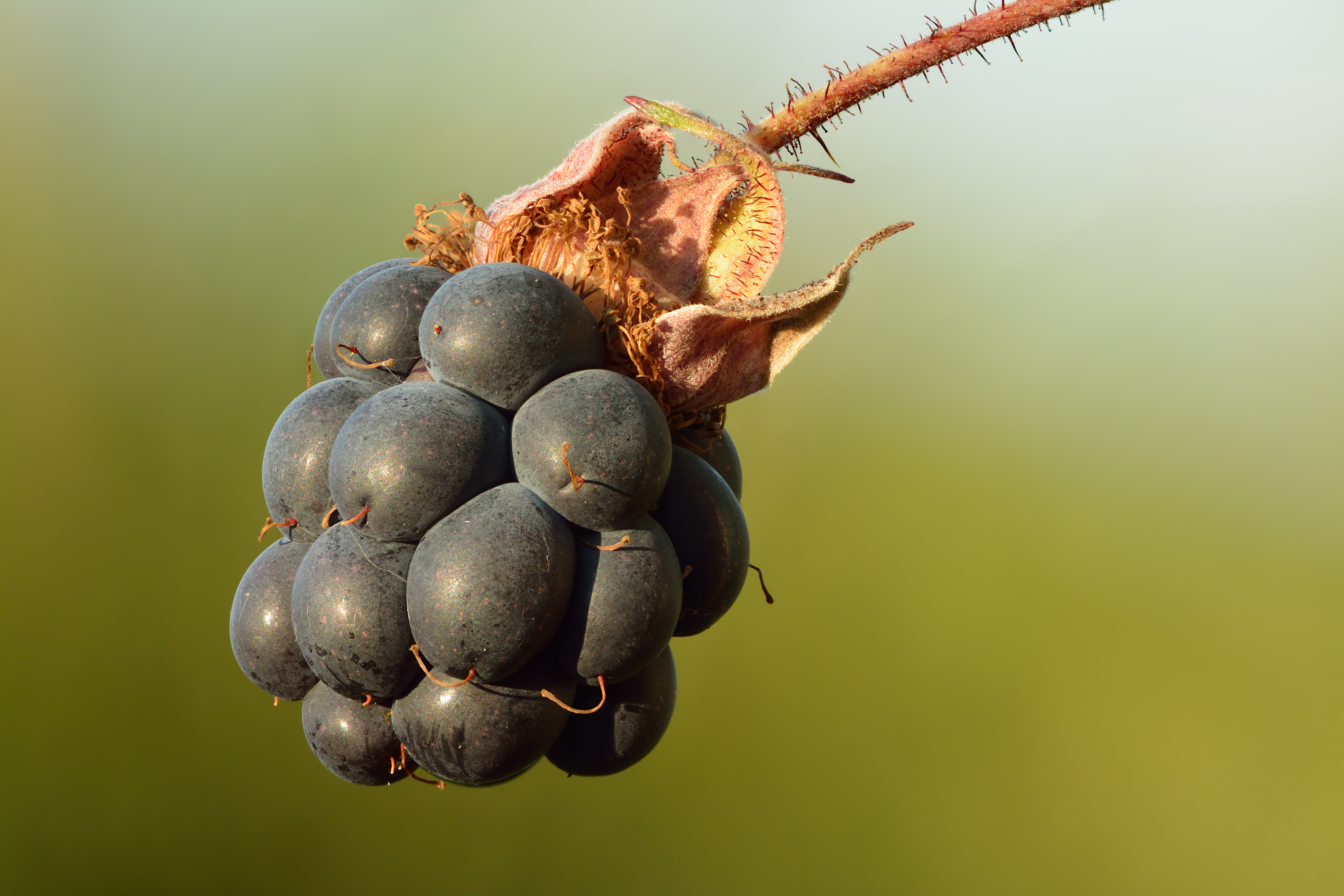
Соплодие ежевики сизой
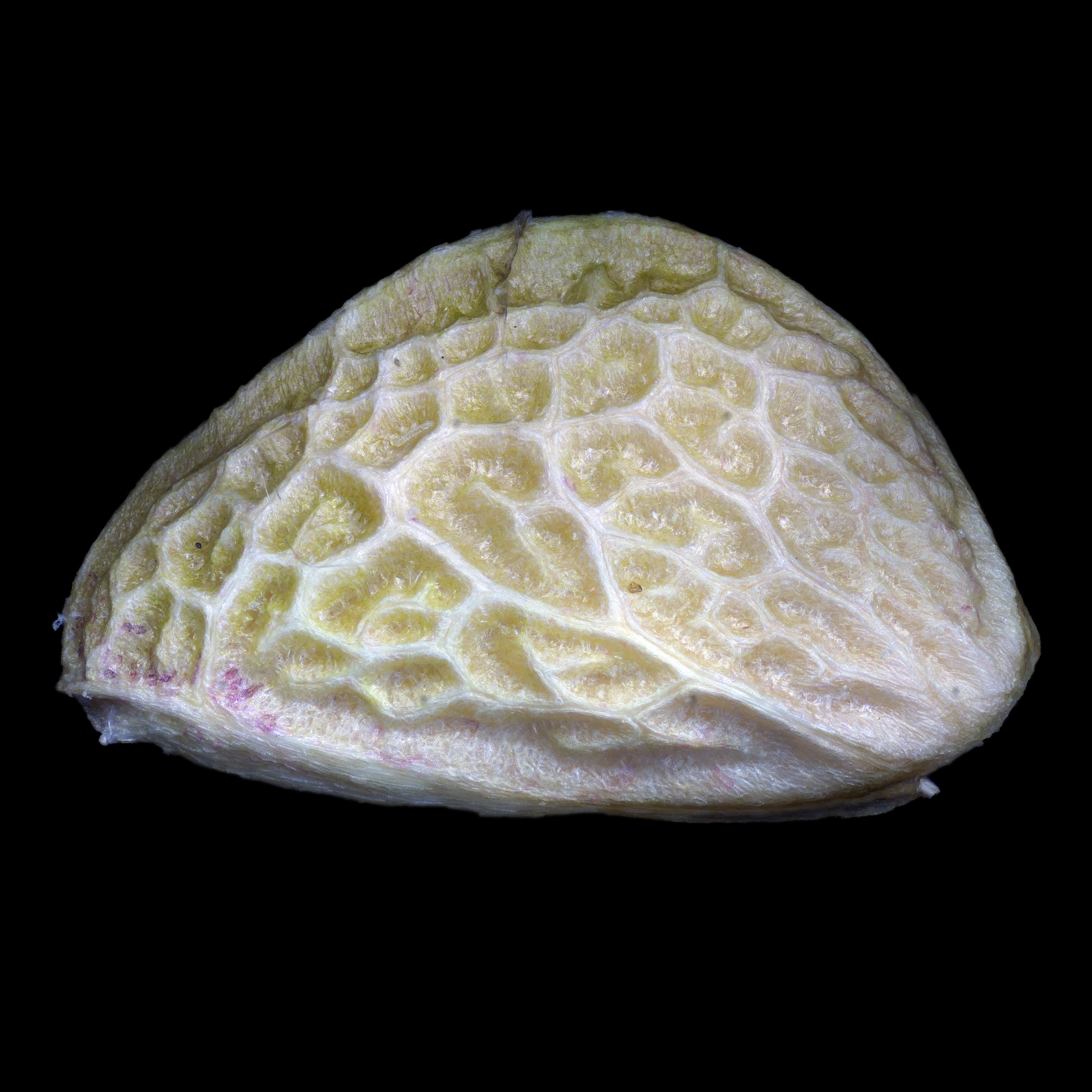
Семя ежевики

## Культивирование
В европейском плодоводстве ежевика не имеет промышленного значения, но в Америке её разводят на обширных площадях как рыночную ягоду. Мексика является мировым лидером по коммерческому выращиванию ежевики, причём практически весь урожай предназначен для экспорта на рынки США и Европы. В США в культивировании ежевики лидирует штат Орегон — вырастив 42 600 000 фунтов (19 300 000 кг) на площади 6180 акров (25,0 км2) в 1995 году и 56 100 000 фунтов (25 400 000 кг) на 7000 акров (28,3 км2) в 2009. Американские сорта: низкорослые — «Crystal white» (с белыми ягодами), «Golden Cap» (с темно-жёлтыми ягодами), «Seneca black» и «Garden black» (с чёрными ягодами, как у большей части сортов ежевики); некоторые из них («Philadelphia», «Kirtland», «Arnolds hybride» и др.) являются помесью с малиной, наилучший же сорт — «Lawton» («New Rochelle») можно рекомендовать для выращивания и на юге России.
Гибриды с малиной и с ежевикой сизой широко распространены в промышленной культивации; в Северной Америке наиболее распространённой и покупаемой является ягода-марион (англ. Marionberry), в меньшей степени — логанова ягода, бойзенова ягода и др.
Разводится ежевика семенами (высеваемыми осенью), черенками, корневыми отпрысками (необильными) и отводками, преимущественно на глинисто-известковой глубокой почве, не богатой перегноем, в солнечном, защищённом месте; меры ухода — прореживание и обрезка плетей, а также своевременная подвязка.

### Болезни и вредители
Поскольку ежевика относится к тому же роду, что и малина, многие заболевания, свойственные одной культуре, свойственны и другой. Так, например, грибковое заболевание антракноз влияет на ягоду так, что её созревание становится неравномерным, а также замедляет приток к ней соков растения. Обе ягоды лечатся бордоской жидкостью (раствором медного купороса CuSO4 · 5H2O в известковом молоке Ca(OH)2). Пространство между кустами ежевики должно быть очищено от сорняков для предотвращения перекрёстного переноса вредителей и патогенов.
Другим серьёзным вредителем ежевики считается плодовая мушка дрозофила вида Drosophila suzukii. В отличие от других видов дрозофилы, размножающихся на перезрелых, разлагающихся фруктах и ягодах, D. suzukii селится на свежих зрелых ягодах, откладывая яйца под мягкую внешнюю оболочку ягод. Личинки, вылупляясь, поедают фрукты и ягоды изнутри, уничтожая их.
Тля Amphorophora rubi питается как малиной, так и ежевикой.
Известны такие вредители ежевики, как жучок Byturus tomentosus, моль Lampronia corticella и Цветоед малинный.

## Ежевика в истории и культуре
- В 1964 году в СССР была выпущена почтовая марка с изображением ежевики (ЦФА № 3135)[15].
- В Англии существует поверье, что можно накликать беду, если собирать ягоды ежевики после 11 октября: считается, будто бы именно в этот день дьявол плюёт на ягоды ежевики, а потому тот, кто их съест, будет осквернён[16][17][18].

## Медицинское значение и влияние на организм
Сок ежевики, содержащий флаваноид цианидин-3-О-глюкозид, является поглотителем пероксинитрита и оказывает защитное действие против эндотелиальной дисфункции и сосудистой недостаточности, вызванных пероксинитритом.

### Биодоступность фенольных соединений
Была исследована общая биодоступность основных фенольных соединений плодов ежевики с использованием модели желудочно-кишечного тракта in vitro с ферментацией в толстой кишке. Биодоступность кишечника составила 1,8 % для основного антоциана, цианидина-3-О-глюкозида, и менее 1 % для основных эллаготанинов, ламбертианина А и С. Общая биодоступность основных полифенолов ежевики, рассчитанная как сумма биодоступности кишечника и толстой кишки, составила около 3,3 %.

## В филателии

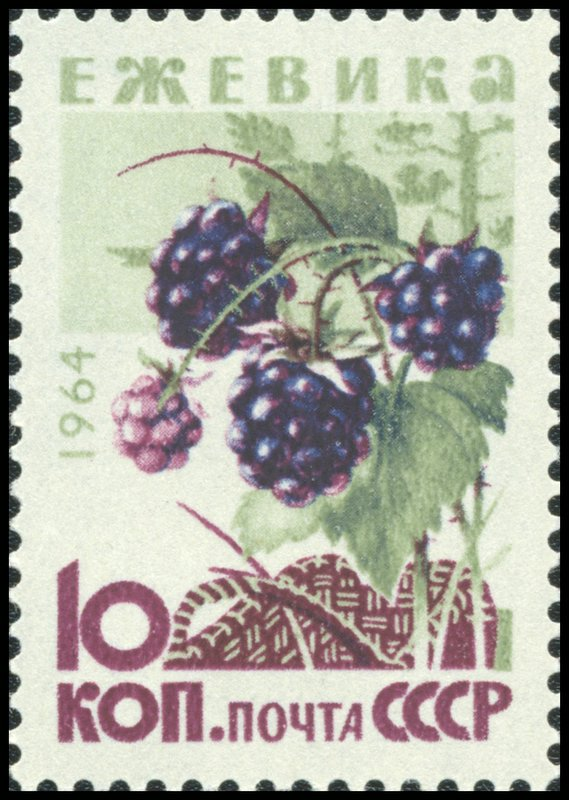
Почтовая марка СССР
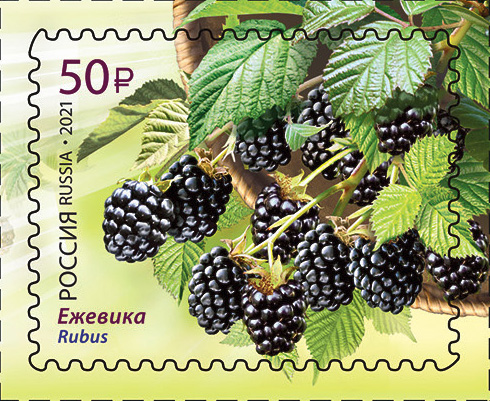
Почтовая марка России